# 남극의 시간대
|  | UTC+00:00 |
|  | UTC+03:00 |
|  | UTC+06:00 |
|  | UTC+07:00 |
|  | UTC+08:00 |
|  | UTC+10:00 |
|  | UTC+12:00 |
|  | UTC+13:00 |
|  | UTC−06:00 |
|  | UTC−03:00 |

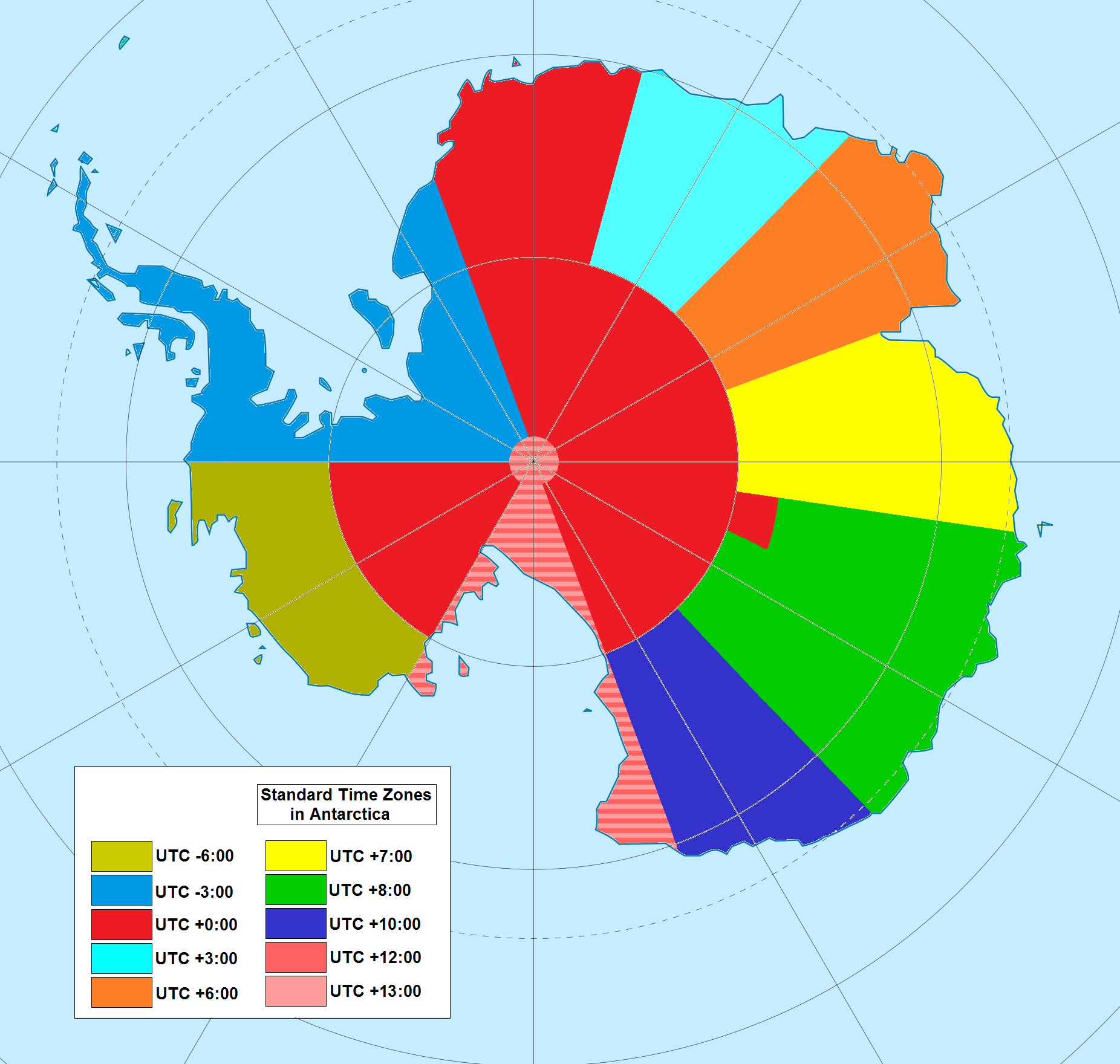
남극대륙의 대략적 시간대 지도. 기지는 지도와 일치하지 않는 시간대를 사용할 수 있다.

남극의 시간대는 남극에서 쓰이는 시간대이다. 남극은 모든 경선에 걸치고 있으며, 남극권 이남에서는 백야 현상이 있어 하지에 해가 지지 않기 때문에 적절한 시간대를 정하기 어렵다. 그래서 영유권 주장이나, 보급지의 시간대를 사용하는 경우가 있다. 예컨데 대한민국의 남극기지의 경우 장보고과학기지는 뉴질랜드 시간을, 세종과학기지는 칠레의 시간을 사용하고 있다. 이와 같이 남극에서는 10개의 시간대를 주로 쓰는 것으로 보아 UTC+12:00와 UTC+13:00의 시간대, GMT 시간대가 주로 대부분을 차지한다.